# Cyrto-hypnum tamariscellum
Cyrto-hypnum tamariscellum là một loài Rêu trong họ Thuidiaceae. Loài này được (Müll. Hal.) W.R. Buck & H.A. Crum mô tả khoa học đầu tiên năm 1990.